# 留山 (秋田県)
留山（とめやま）は秋田県山本郡八峰町 にある山。

## 概要
留山は八森岩館県立自然公園のなかにある標高160mから180mの里山。留山の名称は、樹木の伐採を「留た（とめた）」山に由来するといわれ（留山参照）、地域の重要な水源を確保する目的で、藩政時代から地域の人びとが守り継いできた山である。みこしの滝浴びの祭りで知られる白瀑神社の背後にある薬師山の東側に位置しており、水の目林道沿いにある。日本海の海岸から直線距離で約3キロの位置にあるが、ブナを中心とした広葉樹の天然林が残っている山である。
推定樹齢200年から300年以上ともいわれるブナやミズナラが見られる里山で、一周約850メートルの木道やウッドチップの散策路が整備されている。留山に入山の際は荒廃を防ぐなどの目的のため八峰町白神ガイドの会の同伴が必要となっている。
留山のブナは、白ブナとも呼ばれ、主に標高の低い場所でみられる樹皮が灰白色で滑らかなブナである。